# Héribert de Cologne

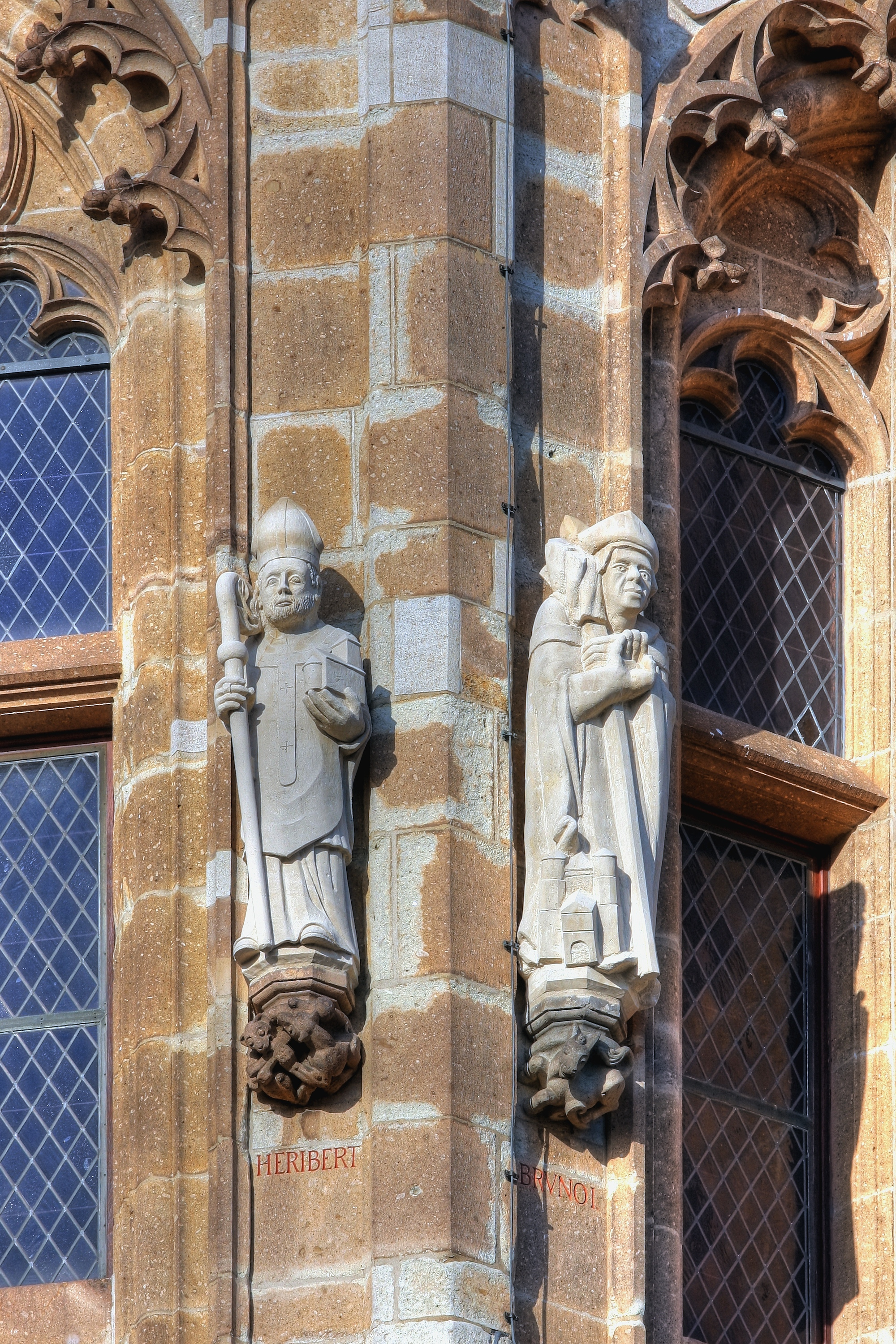
À gauche : Héribert de Cologne.

Saint Héribert, (né vers 970 à Worms et mort le 16 mars 1021 à Cologne), est de 999 à 1021 archevêque de Cologne. Il est fêté le 16 mars selon le martyrologe romain.

## Biographie
Ses origines familiales sont mal connues : on sait que son père s'appelait Hugo et était de la famille d'un comte. Héribert étudia à Worms et poursuivit ses études à l'abbaye de Gorze. À l'issue de ses études, alors qu'il souhaite devenir moine, l'évêque de Worms l'ordonne prêtre et le nomme prévôt de la cathédrale de Worms.
En 994 l'empereur Otton III le nomme Chancelier d'Italie. En 998 il est nommé Chancelier d'Allemagne par l'empereur Otton III.
Au cours de la deuxième campagne d'Italie en 999, le chapitre de Cologne l'élit archevêque, une élection immédiatement confirmée par l'empereur et le pape, le 9 juillet 999. En tant qu'archevêque de Cologne, il conserva les deux charges de chancelier du Saint-Empire romain germanique. Il fut consacré évêque à la Noël de l'an 999 dans la Cathédrale de Cologne, où l'on dit qu'auparavant il serait venu pieds nus et s'étant mortifié.
C'est en présence du nouvel archevêque de Cologne que le tombeau de Charlemagne fut ouvert par l'empereur Otton III à Aix-la-Chapelle. Il accompagnait l'empereur Otton III durant son voyage en Italie lorsqu'il mourut au château de Paterno près de Civita Castellana (janvier 1002). Il rapporta la dépouille de l'empereur et les regalia à Aix-la-Chapelle. Il avait fait remettre la Sainte Lance aux mains du comte palatin Ezzo.
Après l'inhumation d'Otton III et la proclamation de son successeur Henri II, il se démit de sa charge de chancelier. De retour à Cologne, il fonda l'abbaye de Deutz sur le Rhin, comme cela avait été convenu avec Otton III. En 1004 il accompagna l'empereur Henri II à Rome, bien que les contemporains estiment que les deux personnages se soient tenus à distance. Henri II lui confia l'archidiocèse de Bamberg en 1007.
Le 30 novembre 1015 il consacre la collégiale Saint-Barthélemy de Liège avec Baldéric II, évêque de Liège.
Héribert mourut le 16 mars 1021 à Cologne, et fut inhumé dans l'abbaye de Deutz qu'il avait fondée.

## Après sa mort
Il fut canonisé en 1147 pour avoir, de son vivant, guéri un possédé. Le 30 août 1147 ses reliques furent solennellement exhibées, elles furent enchâssées entre 1170 et 1180 dans un précieux reliquaire, qui se trouve encore aujourd'hui dans l'église Neu St. Heribert à Cologne-Deutz.
Sa mémoire est célébrée le 16 mars dans l’Église catholique.

### Sources
- (de) Cet article est partiellement ou en totalité issu de l’article de Wikipédia en allemand intitulé « Heribert von Köln » (voir la liste des auteurs).
- Heribert Müller, Heribert, Kanzler Ottos III. und Erzbischof von Köln (1977), Cologne.
- Heribert Müller, Heribert von Köln (um 970–1021), Rheinische Lebensbilder, 1980 (lire en ligne), chap. 8, p. 7–20